# Капан (град)
Капан (на арменски: Կապան) е културен, образователен и миньорски център на областта Сюник.
В историята на Армения Капан за първи път се споменава през V век. През Х век става резиденция на князете Дзагикянови, които изграждат крепостна стена. През XI век градът процъфтява, а населението му е 15 – 20 хил. души.
- След завладяването от селджукските турци през 1103 г. градът губи своето значение и се превръща в село. От миналото днес е съхранена малка част от крепостната стена. В началото на XVIII в. по тези места действа легендарният борец Давид Бек.
- С население от 43 190 души,[1] Капан изживява трудни времена с тежкото наследство от Карабахската война и пост-съветското общество. Понастоящем са налице белези на развитие. Градът е разположен в долината на р. Вохчи, на север от планината Хоступ (3201 м).
- В Капан се намира мемориал на Карекин Нъждех, арменски революционер, военен, политически мислител, командир на арменската рота в Македоно-одринското опълчение в Балканската война.
- В града има археолого-етнографски музей, краеведски музей и театър.
- Основни сектори в икономиката на Капан са минната индустрия (на персийски Капан означава рудник), селското стопанство и търговията на дребно. През последните години започва развитието на мебелната и текстилната индустрия.
- Капан е бил и продължава да бъде център за добив на цветни метали. Началото на рудодобива е поставено през 1890 г. Френски инженери, работещи за арменска фирма, получили концесия да добиват мед. Те изграждат рудник и медно-преработвателна фабрика. Предприятието е разположено в града.

## Побратимени градове
- Глендейл, САЩ